# Svenska institutet i Athen

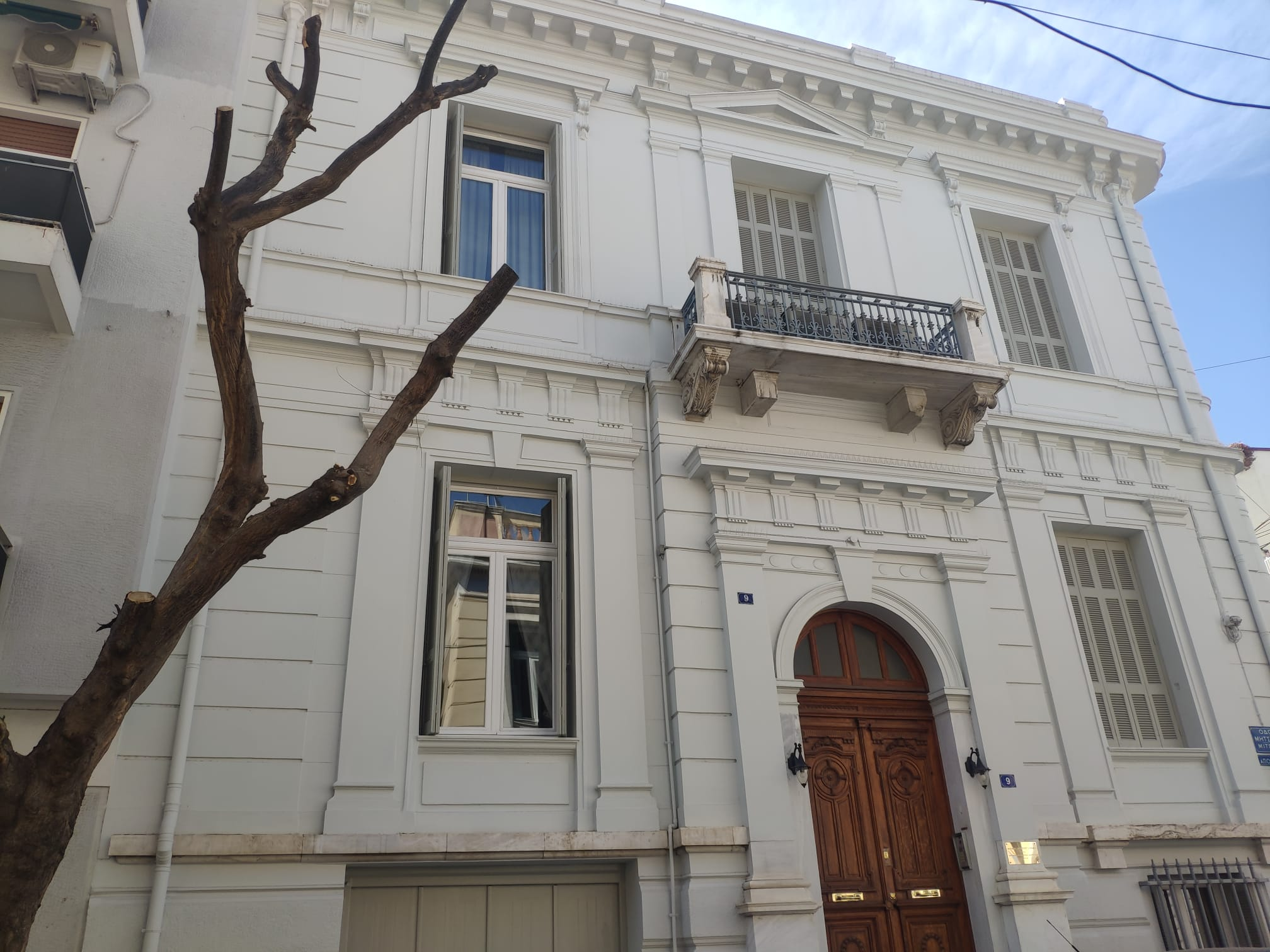
Svenska institutet i Athen (2022)

Das Svenska institutet i Athen (griechisch Σουηδικό Ινστιτούτο Αθηνών) ist eines von 17 ausländischen archäologischen Instituten in Griechenland, die alle ihren Hauptsitz in Athen haben.

## Geschichte
Das Svenska institutet i Athen wurde am 10. Mai 1948 als siebtes ausländisches Institut eröffnet, seine Einrichtung ging allerdings auf einen Beschluss vom 26. April 1946 zurück. Die Initiative hierzu ging von zwei Geschäftsleuten aus: Herbert Jacobsson, Aufsichtsratsvorsitzender der schwedischen Orient-Linie, und dem Generalkonsul Eugenios Eugenides, der zugleich Vertreter der Linie in Griechenland war. Zusammen mit Axel Boëthius aus Göteborg nahmen sie Kontakt mit dem Initiator der schwedischen Ausgrabung in Asine auf, Kronprinz Gustav Adolf von Schweden. Diese erste Gründung eines ausländischen Instituts seit dem Ersten Weltkrieg fiel genau in die Zeit des Griechischen Bürgerkriegs. Das Haus in der Voukourestiou 29, in dem das Institut untergebracht werden sollte, wurde aus diesen Gründen erst 1949 fertiggestellt. Dass Schweden überhaupt während des Bürgerkriegs das Institut in Athen eröffnen durfte, lag an der überaus positiven Rolle, die das neutrale Schweden und seine im Land tätigen Archäologen und Altertumswissenschaftler während der deutschen Besatzung von 1941 bis 1944 spielten. Sie verteilten die Hilfslieferung des Internationalen Roten Kreuzes an die Bevölkerung. Vor allem Axel W. Persson, der Leiter der Ausgrabungen in Asine, tat sich hierbei hervor.
Das aus privater Initiative gegründete Institut erhielt erstmals 1959 staatliche Zuwendungen, 1966 konnte das erste Stipendium eingerichtet werden. Im Jahr 1976 bezog das Institut ein neoklassizistisches Gebäude in der Mitseon 9, in dem es noch heute untergebracht ist. Die Stelle eines Zweiten Direktors wurde 1987 etabliert, aber erst seit 1997 auch regelmäßig im Budgetplan berücksichtigt. 90 Prozent des Budgets werden heute vom schwedischen Staat getragen, der Rest wird durch private Stiftungen finanziert. Alle Forschungsarbeit muss privat finanziert und durch externe Geldgeber aufgewendet werden.

## Aufgaben
Aufgabe des Instituts ist die Erforschung der antiken griechischen Kultur, die Ausbildung auf diesem Gebiet zur Weiterentwicklung der schwedischen Kultur sowie die Förderung des kulturellen Austauschs zwischen Schweden und Griechenland.
Das Institut vergibt jedes Jahr fünf Stipendien für schwedische Studenten der Klassischen Archäologie im vierten Semester. Ziel ist das Studium aller zusammenhängenden Aspekte antiken Lebens in Griechenland. Verbunden ist das Stipendium mit ausgedehnten Reisen in Griechenland, dem Besuch der Museen und der Teilnahme an den archäologischen Ausgrabungen.
Auch die Weiterbildung von Lehrern, die im entsprechenden Themengebiet unterrichten, gehört zu den Aufgaben des Instituts.
Es organisiert Treffen zwischen schwedischen und griechischen Künstlern, veranstaltet Symposien für Übersetzer, für Bildhauer und andere Künstler und literarische und poetische Lesungen. Das Institut betreibt zu diesem Zweck ein eigenes Gästehaus in Kavalla, das der griechische Architekt Panagiotis Manouilidis (1894–1977) im Bauhaus-Stil für das Schwedische Tabakmonopol (Svenska Tobaks AB) in den 1930er-Jahren entworfen hatte. Im Jahr 1976, nachdem es seit Ende des Zweiten Weltkriegs zunehmend seine Funktion für das Schwedische Tabakmonopol verloren hatte, wurde das Gebäude dem Schwedischen Institut geschenkt.

## Einrichtungen und Forschung
Das Institut betreibt zusammen mit den archäologischen Instituten der Dänen, der Norweger und der Finnen die 1996 gegründete Nordic Library at Athens, die etwa 40.000 Bände zur Archäologie Griechenlands und zur Alten Geschichte umfasst.
Aktuell werden Ausgrabungen und Surveys in Aphidnai, in Asine, im arkadischen Agios Elias, im argivischen Berbati, in Chania, in Dendra, in Kalaureia und anderen Stätten durchgeführt.

## Publikationen
Zusammen mit dem römischen Institut, dem Svenska Institutet i Rom, werden mittlerweile jährlich die Opuscula. Annual of the Swedish Institutes in Athens and Rome herausgegeben, die erstmals 1953 erschienen. Seit 1951 werden unregelmäßig zwei Serien unterschiedlichen Formats als Monographien oder Sammelwerke zu bestimmten Themen, auch als Kongressberichte herausgegeben: die Acta Instituti Atheniensis Regni Sueciae. Skrifter utgivna av Svenska institutet i Athen. Alle Publikationen widmen sich Themen der Klassischen Archäologie, der Alten Geschichte oder der griechischen Philosophie. Alle Beiträge durchlaufen einen Peer-Review.

## Liste der Direktoren
- Erik Holmberg 1947–1948
- Åke Åkerström 1948–1956
- Arne Furumark 1956–1957
- Paul Åström 1958–1963
- Carl-Gustaf Styrenius 1963–1971
- Åke Åkerström 1971–1972
- Pontus Hellström 1972–1976
- Robin Hägg 1976–1994
- Berit Wells 1994–2003
- Ann-Louise Schallin 2004–2010
- Arto Penttinen 2010–2016
- Jenny Wallenstein seit 2017